# Walter Smith III
Walter Smith III (Houston, 24 september 1980) is een Amerikaanse jazzsaxofonist (tenor).

## Biografie
Smith leerde op 7-jarige leeftijd saxofoon spelen en bezocht in Houston de High School for the Performing and Visual Arts. Met een beurs van de Clifford Brown/Stan Getz Fellowship studeerde hij aan het Berklee College of Music, waar hij in 2003 een bachelor in muziekpedagogiek verwierf. Daarna verhuisde hij naar New York en vervolgde zijn studies aan de Manhattan School of Music. Hij werkte onder andere met Roy Haynes en Ralph Peterson, de zanger Bilal en de band Destiny's Child. Vanaf 2005 was hij twee jaar werkzaam in het Thelonious Monk Institute of Jazz aan de University of Southern California in Los Angeles en ging hij met Herbie Hancock en Wayne Shorter op tournee. In 2006 verscheen bij Fresh Sound Records zijn eerste soloalbum Casually Introducing, waaraan onder andere ook Eric Harland meewerkte. In 2007 speelde hij op het album Rewind That van Christian Scott, dat genomineerd was voor een Grammy Award. Hij is ook betrokken bij het album Caught in the Act van Michael Bublé, dat in de nominatieronde kwam voor de Traditional Pop-Grammy.

## Onderscheidingen
In 2002 was hij als jonge artiest te gast tijdens het Montreux Jazz Festival, waar hij werd onderscheiden met de Audience's Favorite Award. Voorheen had hij al de Clifford Brown/Stan Getz Fellowship en de Young Talent Award van de National Foundation for Advancement in the Arts, de Scholar in the Arts-medaille van de Amerikaanse president en de jaarlijkse prijs van de Boston Jazz Society ontvangen.

## Discografie
- 2006: Casually Introducing (Fresh Sound) met Reuben Rogers, Vicente Archer, Eric Harland, Kendrick Scott, Robert Glasper, Lionel Loueke, Aaron Parks, Ambrose Akinmusire
- 2009: Live In Paris (Space Time) met Matt Brewer, Marcus Gilmore, Aaron Goldberg, Ambrose Akinmusire
- 2010: III (Criss Cross) met Ambrose Akinmusire, Jason Moran, Joe Sanders, Eric Harland, Logan Richardson
- 2014: Still Casual  (Space Time) met Harish Raghavan, Kendrick Scott, Taylor Eigsti, Ambrose Akinmusire, Matthew Stevens
- 2018: Twio (Whirlwind Recordings) met Harish Raghavan, Eric Harland, Christian McBride, Joshua Redman
- 2018: In Common (Whirlwind Recordings) met Matthew Stevens, Joel Ross, Harish Raghavan, Marcus Gilmore
- 2019: Bronze (Fresh Sound New Talent) met Alan Hampton, Bill Campbell, Mark Small
- 2020: In Common 2 (Whirlwind Recordings) met Matthew Stevens, Micah Thomas, Linda May Han Oh, Nate Smith
- 2022: In Common III (Whirlwind Recordings) met Matthew Stevens, Kris Davis, Dave Holland, Terri Lyne Carrington
- 2023: Return to Casual  (Blue Note) met Taylor Eigsti, Matt Stevens, Harish Raghavan, Kendrick Scott
- 2024: three of us are from Houston and Reuben is not  (Blue Note) met Jason Moran, Reuben Rogers, Eric Harland